# Branko Pavić
 (mai 2024).
Branko Pavić, né le 7 novembre 2006 à Zagreb en Croatie, est un footballeur croate qui évolue au poste de milieu défensif au Dinamo Zagreb.

## Biographie

### En club
Né à Zagreb en Croatie, Branko Pavić commence le football au NK Dubrava (en) avant d'être formé par le Dinamo Zagreb.
Il devient Champion de Croatie en 2024, le club étant sacré pour la 25e fois de son histoire,, après avoir joué son premier match en professionnel lors d'une rencontre de première division, le 18 mai 2024 contre le NK Slaven Belupo. Il entre en jeu à la place de Tibor Halilović et son équipe s'impose par trois buts à deux,.

### En sélection
Branko Pavić représente la Croatie en sélection, à partir des moins de 16 ans, jouant un total de trois matchs en 2022.
Pavić est retenu avec les moins de 17 ans pour participer au Championnat d'Europe des moins de 17 ans en 2023. Lors de ce tournoi organisé en Hongrie il joue trois matchs, tous en tant que titulaire. Son équipe est éliminée dès la phase de groupe en terminant à la troisième place avec un bilan de deux défaites et un match nul.

## Palmarès
Dinamo Zagreb
- Championnat de Croatie (1) :
  - Champion : 2023-2024.